# والتر دنكرت
والتر دنكر (23 فبراير 1897 - 9 يوليو 1982) جنرالًا ألمانيًا خلال الحرب العالمية الثانية. حصل على وسام الفارس الصليبي الحديدي لألمانيا النازية.

## الجوائز والأوسمة
- الصليب الألماني في الذهب (8 مارس 1945)
- صليب نايت للصليب الحديدي في 14 مايو 1944 بصفته أوبرست وقائد عام 19. قسم بانزر [1] [2]

### اقتباسات
1. ↑  Fellgiebel 2000, p. 159.
2. ↑  Scherzer 2007, p. 269.

### قائمة المراجع
- Scherzer, Veit (2007). Die Ritterkreuzträger 1939–1945 Die Inhaber des Ritterkreuzes des Eisernen Kreuzes 1939 von Heer, Luftwaffe, Kriegsmarine, Waffen-SS, Volkssturm sowie mit Deutschland verbündeter Streitkräfte nach den Unterlagen des Bundesarchives [The Knight's Cross Bearers 1939–1945 The Holders of the Knight's Cross of the Iron Cross 1939 by Army, Air Force, Navy, Waffen-SS, Volkssturm and Allied Forces with Germany According to the Documents of the Federal Archives] (بالألمانية). Jena, Germany: Scherzers Militaer-Verlag. ISBN:978-3-938845-17-2.

| مناصب عسكرية    | مناصب عسكرية                | مناصب عسكرية    |
| --------------- | --------------------------- | --------------- |
| سبقه {{{سبقه}}} | {{{العنوان}}} {{{الأعوام}}} | تبعه {{{تبعه}}} |
| سبقه {{{سبقه}}} | {{{العنوان}}} {{{الأعوام}}} | تبعه {{{تبعه}}} |
| سبقه {{{سبقه}}} | {{{العنوان}}} {{{الأعوام}}} | تبعه {{{تبعه}}} |